# Snowpiercer (Fernsehserie)/Episodenliste

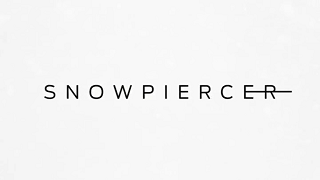
Logo zur Serie

Die Episodenliste enthält alle Episoden der US-amerikanischen Science-Fiction-Serie Snowpiercer, sortiert nach der US-amerikanischen Erstausstrahlung. Seit 2020 entstanden in vier Staffeln 40 Episoden mit einer Länge von jeweils etwa 46 bis 52 Minuten.

## Übersicht
| Staffel | Episodenanzahl | Erstausstrahlung USA | Erstausstrahlung USA | Deutschsprachige Erstveröffentlichung | Deutschsprachige Erstveröffentlichung |
| Staffel | Episodenanzahl | Staffelpremiere      | Staffelfinale        | Staffelpremiere                       | Staffelfinale                         |
| ------- | -------------- | -------------------- | -------------------- | ------------------------------------- | ------------------------------------- |
| 1       | 10             | 17. Mai 2020         | 12. Juli 2020        | 25. Mai 2020                          | 13. Juli 2020                         |
| 2       | 10             | 25. Januar 2021      | 29. März 2021        | 26. Januar 2021                       | 30. März 2021                         |
| 3       | 10             | 24. Januar 2022      | 28. März 2022        | 25. Januar 2022                       | 28. März 2022                         |
| 4       | 10             | 21. Juli 2024        | 22. September 2024   |                                       |                                       |

## Staffel 1
| Nr. (ges.) | Nr. (St.) | Deutscher Titel                 | Originaltitel               | Erstausstrahlung USA | Deutschsprachige Erstveröffentlichung (D/A/CH) | Regie               | Drehbuch                                                 | Zuschauer (USA) |
| --- | --------- | ------------------------------- | --------------------------- | -------------------- | ---------------------------------------------- | ------------------- | -------------------------------------------------------- | --------------- |
| 1 | 1         | Wetterveränderung               | First, the Weather Changed  | 17. Mai 2020         | 25. Mai 2020                                   | James Hawes         | Graeme Manson Idee: Josh Friedman & Graeme Manson        | 1,935 Mio.      |
| Sieben Jahre nach dem Ende der Welt befinden sich die letzten verbliebenen Menschen an Bord des Snowpiercer. Ein Zug, der von einem mysteriösen Mr. Wilford gebaut wurde. Passagiere im „Tail“, dem Ende des Zuges, planen einen Aufstand aufgrund sich ständig verschlechternder Bedingungen. Andre Layton, ein ehemaliger Polizist bei der Mordkommission, wird von Melanie Cavill, der Stimme des Zuges und leitenden Ingenieurin, gerufen, um bei der Aufklärung eines Mordes zu helfen. Während Layton versucht, bessere Bedingungen für seine Klasse auszuhandeln, trifft er auf seine Ex-Frau Sarah, die eine der Verdächtigen ist; sie hatte den Tail verlassen, um als eine Art Prostituierte weiter vorne zu arbeiten. Nachdem sich der alte Ivan erhängt hat, revoltieren die „Tailies“, werden aber vom Sicherheitspersonal zurückgeschlagen und letztlich von Layton zurückgehalten. Zwar erklärt er sich bereit, zur Aufklärung des Mordes beizutragen, jedoch plant er heimlich, die Spitze des Zuges zu infiltrieren, um den nächsten Aufstand besser planen zu können. Am Ende des Tages übernimmt Melanie das Steuer des Zuges und wird von einem Kollegen als Mr. Wilford bezeichnet. |           |                                 |                             |                      |                                                |                     |                                                          |                 |
| 2 | 2         | Gut festhalten                  | Prepare to Brace            | 24. Mai 2020         | 25. Mai 2020                                   | Sam Miller          | Donald Joh                                               | 1,157 Mio.      |
| Die Anführer der Rebellion werden in Stasis versetzt, während der Arm der Rädelsführerin und Mutter Suzanne zur Strafe für die Aktionen der Tailies eingefroren und damit amputiert wird. Nikki, eine als erste Mordverdächtige in Stasis versetzte und nach den weiteren Morden rehabilitierte Passagierin wird erweckt, hat aber unerklärlicherweise Probleme beim Aufwachen. Mit Hilfe der empatische Sicherheitsbeamtin (kurz: Bremserin) Till beginnt Andre Layton, den Mord zu untersuchen. Er vermutet, dass die Metzger des Zuges die Toten ausschlachten und sie den Passagieren als Nahrung servieren. Gleichzeitig fährt der Zug durch eine raue Bergkette, was zu einer massiven Lawine auf den Zug führt. Obwohl der Snowpiercer sie übersteht, sind die Fenster im Wagen mit den letzten Kühen der Erde und den Metzgern zerbrochen, das Vieh und die Menschen sterben. Der Schaden und der Verlust der Kühe führen zu schwerwiegenden Problemen in der Lieferkette, einschließlich der Notwendigkeit, die Geschwindigkeit um 12 % zu reduzieren, was zu wiederkehrenden Stromausfällen und einer Rationierung der Lieferungen führt. Obwohl Till vorschlägt, den Mord den toten Metzgern zuzuordnen, ist Layton weiterhin überzeugt, dass der Mord und der Kannibalismus zwei getrennte Verbrechen sind, und beschließt, die Ermittlungen fortzusetzen. Till ist verärgert darüber, wie Nikki behandelt wurde, und schwört deshalb, sich Layton anzuschließen. Layton plant weiterhin einen Aufstand und stellt fest, dass das Opfer ein Informant von Mr. Wilford war. Das Zugpersonal ist weit besorgter über das, was dieser Informant unter Folter zugegeben hat, als über das Verbrechen selbst. |           |                                 |                             |                      |                                                |                     |                                                          |                 |
| 3 | 3         | Zugang ist Macht                | Access Is Power             | 31. Mai 2020         | 1. Juni 2020                                   | Sam Miller          | Lizzie Mickery                                           | 1,224 Mio.      |
| Nach einer Rede von Mr. Wilford, welche durch Melanie vorgetragen wird, verstärken sich die Unruhen der unteren Klassen. Um dem entgegenzuwirken, lässt Melanie einen Boxwettkampf ausrichten. Als Siegprämie winkt eine Aufwertung in die zweite Klasse. Jedoch eskaliert die Veranstaltung und muss aufgelöst werden. Layton findet heraus, dass das Mordopfer einer Droge nachgespührt hat, die aus einer gestreckte Version des Medikamentes besteht, welches im Zug dazu verwendet wird, Straftäter in einer lang anhaltenden Stasis zu lagern. Verbreiter ist der Arzt, der die so Eingelagerten überwacht. Mit der Unterstützung durch seine Exfrau und aktuelle Freundin Zarah arrangiert Layton ein Treffen mit Terrence, einer Schwarzmarktgröße, und erhält eine Beschreibung eines Ersteklassepassagiers, der sich kurz vor dem Mord noch mit dem späteren Opfer traf. Im weiteren Verlauf übergibt Layton seiner Freundin Josie Wellstead ein Implantat, mit dem der Zugang zu weiteren Bereichen des Zuges geregelt wird und das den geplanten Aufstand unterstützen soll. Die aus der Stasis wiedererwachte Nikki bekommt Besuch von einem Unbekannten, welcher der Beschreibung des Mörders entspricht, kann diesen aber nicht zuordnen. |           |                                 |                             |                      |                                                |                     |                                                          |                 |
| 4 | 4         | Ohne ihren Schöpfer             | Without Their Maker         | 7. Juni 2020         | 8. Juni 2020                                   | Frederick E.O. Toye | Hiram Martinez                                           | 1,192 Mio.      |
| Layton gelingt es verdeckt, die dritte Klasse für seinen Aufstand zu gewinnen, und die gesellschaftliche Situation eskaliert weiter. Im vorderen Zugteil steigt dabei auch die Skepsis in Bezug auf die Anwesenheit von Mr. Wilford im Zug. Während die Schotten zwischen den Klassen aufgrund der Krise geschlossen sind, wird Nikki ermordet, womit sich aber der Kreis der Verdächtigen stark eingrenzt und Erik, ein Leibwächter der Erste-Klasse-Familie Folger, als möglicher Mörder identifiziert wird. Als Layton, überraschenderweise von Melanie zur Fortsetzung der Suche nach Gerechtigkeit motiviert, dem Sachverhalt weiter nachspürt, findet er heraus, dass Erik nur auf Anweisung von Lilah Jr. (kurz: LJ) – der Tochter der Folgers – gehandelt hat. Als die Situation aus den Fugen gerät, versucht Erik zu fliehen und wird von den Sicherheitskräften getötet. Die junge LJ wird festgenommen. Als Layton im weiteren Verlauf den Verdacht äußert, dass Mr. Wilford tatsächlich nicht im Zug ist, entschließt sich Melanie kurzerhand, ihn zu betäuben und in Stasis versetzen zu lassen. Währenddessen verwendet im hinteren Teil des Zuges Josie den Zugangschip, um sich im Sinne der Revolution mit Astrid zu treffen, einer Aufsteigerin, die es vor Jahren vom Tail nach vorn geschafft hat. |           |                                 |                             |                      |                                                |                     |                                                          |                 |
| 5 | 5         | Keine Gerechtigkeit an Bord     | Justice Never Boarded       | 14. Juni 2020        | 15. Juni 2020                                  | Frederick E.O. Toye | Chinaka Hodge                                            | 1,183 Mio.      |
| Der in Stasis befindliche Layton hat Albträume über Kannibalen im Tail. Die Bremserin Till und ihre Freundin Jinju heiraten. Der Prozess der Mörderin LJ Folger vor einer Jury mit Vertretern jeder Klasse beginnt, wobei sich LJ als Opfer des Bodyguards Erik darstellt und gleichzeitig mit der Enthüllung von Details zu den Insassen der Stasis-Kammern droht. Im Angesicht der drohenden Verurteilung ihrer Tochter betreiben die Folgers einen Aufstand gegen die Zugführung. Jedoch werden sie von einem loyalen Passagier der ersten Klasse verraten. LJ wird schließlich vollumfänglich schuldig gesprochen. Durch Intervention von Mr. Wilford, vertreten von Melanie, wird die Strafe jedoch entschärft, was LJ wiederum dazu bewegt, die Stasis-Details weiter geheim zu halten. Parallel bittet Josie den Haupthausmeister und Schwarzmarktgröße Terrence um Hilfe bei der Suche nach Layton. Dieser nutzt die Kooperation jedoch nur, um Medikamente von der Krankenstation zu entwenden. Trotzdem findet Josie Layton und macht gleichzeitig die erschreckende Entdeckung, dass sich Frauen und Kinder in den Stasiskammern befinden. Als die beiden Bremser Till und John „Oz“ Osweiller zur Situation hinzustoßen, entscheidet sich Till dafür, Josie und Layton die Flucht zu ermöglichen. |           |                                 |                             |                      |                                                |                     |                                                          |                 |
| 6 | 6         | Unerwartete Schwierigkeiten     | Trouble Comes Sideway       | 21. Juni 2020        | 22. Juni 2020                                  | Helen Shaver        | Aubrey Nealon & Tina de la Torre                         | 0,965 Mio.      |
| Der sich langsam erholende Layton wird von Josie zur Zugärztin Dr. Pelton gebracht. Diese sympathisiert mit Laytons Sache und enthüllt die Vermutung, dass es eine schwarze Liste für die Stasiskammern gibt, auf welcher Personen stehen, die mutmaßlich als Feinde der bestehenden Ordnung angesehen werden und mittelfristig inhaftiert werden sollen. Ein schwerer Defekt beschädigt die Hydraulik von Snowpiercer und bringt den Zug in Gefahr, auf einer Brücke zu entgleisen. Melanie schafft es gerade noch rechtzeitig, das Problem zu beheben und den Zug zu retten. Während dieser Ereignisse konfrontiert Layton Melanie mit den schwarzen Listen und offenbart ihr, dass er sie töten möchte. Diese erwidert darauf, dass die Stasiskammern kein Gefängnis sind. Vielmehr sind sie ein Rettungsboot für vierhundert speziell ausgewählte Menschen, welches als Backup gedacht ist, wenn die bestehende Ordnung zusammenbricht und Stasis die einzige Überlebenschance der Menschheit sein wird. Im Kontext des Hydraulikdefektes ist Layton gezwungen, Melanie gehen zu lassen, damit sie den Zug retten kann. Ihm verbleibt als einziges die Möglichkeit, seiner Freundin Josie den Sachverhalt in einem intimen Moment mitzuteilen. Der Bremser Oz versucht unterdessen, Till aufgrund ihres Seitenwechsels in der vorausgegangenen Folge zu erpressen und seine sadistischen Neigungen gegenüber Passagieren zu etablieren. Dem widersetzt sich Till. Im Zugende kommt es zu neuen Unruhen, nachdem Suzanne an einer Infektion infolge der Bestrafungsamputation verstorben ist. Um dem zu begegnen, wird ein Projektor aufgestellt, welcher den Tailis indirekt den Blick auf die Außenwelt ermöglicht. Zum Abschluss der Folge tritt Melanie an Miles – eine Tailwaise und Adoptiefkind von Layton und dessen Freundin Josie – heran, der ein großes technisches Talent zeigt, und eröffnet ihm, dass Mr. Wilford einen Gefallen von ihm brauchen wird. |           |                                 |                             |                      |                                                |                     |                                                          |                 |
| 7 | 7         | Das Desinteresse des Universums | The Universe Is Indifferent | 28. Juni 2020        | 29. Juni 2020                                  | Helen Shaver        | Donald Joh                                               | 1,202 Mio.      |
| Der junge Miles wird zum Lokführerauszubildenden ernannt und ersetzt fortan den vierten Zugingenieur, der starb, als der Zug vormals zu entgleisen drohte. Damit erhält er exklusiven Zugang zur Lokomotive und verspricht seiner Adoptivmutter Josie, dass er das Seinige zur erfolgreichen Revolution beitragen wird. In der Ersten Klasse verschwört sich die Familie Folgers weiterhin gegen die Zugführung und verbündet sich mit Nolan Grey, dem die paramilitärischen Kräfte des Zuges unterstehen. Die Zugbegleiterin Ruth Wardell wird dabei mit involviert, entscheidet sich aber trotz ihrer ambivalenten, auf Enttäuschung aufbauenden Haltung zu Melanie dafür, diese zu warnen. Die Warnung verhallt jedoch und Melanie ist damit beschäftigt, rücksichtslos nach Layton zu fahnden. Dabei schreckt sie selbst vor Folter nicht zurück und nimmt Laytons Freundin Josie in die Mangel. Dieser kommt dabei Till zu Hilfe und befreit Josie unbemerkt von ihren Fesseln. Im anschließenden Kampf zwischen Melanie und Josie gelangt Außenluft in den Raum und tötet Josie. Im Anschluss hadert Melanie mit ihrer Rolle als rücksichtslose Vertreterin der bestehenden Ordnung. Im hinteren Teil des Zuges versucht Layton währenddessen Verbündete zu gewinnen und offenbart sowohl LJ, welche in die dritte Klasse strafversetzt wurde, als auch dem Hausmeister Terrence, als Vorstand der Unterwelt, die Wahrheit über die Zugführung. Letzterer weigert sich jedoch Unterstützung für die Revolution zu leisten; sichert aber Neutralität zu. |           |                                 |                             |                      |                                                |                     |                                                          |                 |
| 8 | 8         | Seine Revolutionen              | These Are His Revolutions   | 5. Juli 2020         | 6. Juli 2020                                   | Everardo Gout       | Tina de la Torre Idee: Hiram Martinez & Tina de la Torre | 1,140 Mio.      |
| Zu Beginn offenbart der noch kindlich naive Miles in der Lokomotive der jungen LJ Folger die Wahrheit über Melanie und die Anwesenheit von Mr. Wilford im Zug. LJ teilt diese Erkenntnis umgehend mit ihren Eltern, welche darauf aufbauend die Situation in der ersten Klasse eskalieren. Zugbegleiterin Ruth inhaftiert Melanie und es steht ihre Hinrichtung im Raum. Unterstützt von den paramilitärischen Kräften rückt die erste Klasse auf die Lokomotive vor, wo sich Miles und der zweite Zugingenieur Bennett Knox verbarrikadieren. Der dritte Zugingenieur – Javier „Javi“ de la Torre – verbrüdert sich mit der ersten Klasse. In Haft gesteht Melanie Ruth, dass sie Mr. Wilford bei Abfahrt des Zuges zurückgelassen hat, um die verbleibende Menschheit im Zug vor dessen egozentrischer und inhumaner Natur zu schützen, mit der die Menschheit keine Chance auf Überleben hätte. Parallel beginnt Laytons lange geplante Revolution, der sich Till und der Zugarzt Dr. Henry Klimpt anschließen, während die Bremser als Polizeikräfte des Zuges, angeführt von Sam Roche, nach einem kurzen Showdown Neutralität wahren. Die paramilitärischen Kräfte unter dem Kommando von Grey stehen weiterhin zur alten Ordnung und es kommt zu einem verlustreichen Kampf im Nachtwagen, einer Art Salonwagen und Varietésaal des Zuges, der mit einer Pattsituation endet. Nachdem der Stasiswagen von den Revolutionären befreit worden ist, beginnen Murry, der letzte Australier, und Dr. Klimpt, die Menschen aus den Stasiskammer zu befreien. Dabei ist der Tailie-Anführer Pike jedoch verschwunden, da er vorab bereits von den Folgers aufgeweckt wurde. Diesen prophezeit Pike dabei, dass die Revolution des Tails unter Laytons Führung letztlich unter Druck scheitern würde, da seine Menschlichkeit ihn und den Aufstand angreifbar macht. |           |                                 |                             |                      |                                                |                     |                                                          |                 |
| 9 | 9         | Verlangen nach Blut             | The Train Demanded Blood    | 12. Juli 2020        | 13. Juli 2020                                  | James Hawes         | Aubrey Nealon                                            | 1,271 Mio.      |
| Die Pattsituation verfestigt sich und die erste Klasse beginnt mit der Hinrichtung von gefangenen Revolutionären. Durch Pike wird Layton ein Ultimatum übermittelt: Ein Ende der Revolution oder alle Gefangenen werden hingerichtet. Gleichzeitig erfährt Layton, dass Zarah von ihm schwanger ist, und willigt ein. Im vorderen Teil des Zuges wenden sich Tills Frau Jinju und der Ingenieur Javi ob deren Rücksichtslosigkeit gegen die erste Klasse und verhelfen Melanie zur Flucht und eröffnen die Möglichkeit, die Pattsituation aufzulösen, indem die Waggons mit den Folgers und ihren Anhängern an einer günstig gelegenen Weiche separiert und der tödlichen Kälte überlassen werden. Layton ist überzeugt und macht sich, unterstützt vom Bremserchef Roche, einigen Revolutionären aus den Stasiskammern und dem letzten Australier auf den Weg, die Kupplungen manuell zu lösen. Gerade im Begriff, kurz vor der entscheidenden Weiche, den finalen Hebel umzulegen, wird Layton jedoch damit konfrontiert, dass er mit dem Manöver auch alle gefangenen Revolutionäre dem Tod überlässt. Er entscheidet sich trotzdem die sieben Waggons mit Grey, den Folgers und den Paramilitärs zu separieren. Nach der Aktion offenbart Melanie gegenüber Layton, dass sie von den Gefangenen und der Unvermeidbarkeit ihres Opfers wusste, und stellt die Parallele her, dass sie unentwegt mit solch harten Entscheidungen leben müsste. |           |                                 |                             |                      |                                                |                     |                                                          |                 |
| 10 | 10        | 994 Waggons lang                | 994 Cars Long               | 12. Juli 2020        | 13. Juli 2020                                  | James Hawes         | Graeme Manson                                            | 1,184 Mio.      |
| Mit dem Ende der Revolution in den verbliebenen 994 Wagen des Snowpiercer verkündet Melanie offiziell die Übergabe der Befehlsgewalt an Layton. Dieser kündigt Wahlen an und plant eine demokratische Regierung. Dabei kommt es zu neuen Spannungen, da insbesondere die Tailies ihre neue Freiheit ausleben und dabei Grenzen überschreiten. So wird auch die nun verwaiste LJ aus dem Abteil ihrer Eltern vertrieben und nähert sich im hinteren Teil des Zuges dem ehemaligen Bremser John Osweiller an, der nun als Hausmeister arbeitet. Als sich der Zug Chicago nähert, empfängt er ein menschliches Signal, welches sich im näheren Umkreis befinden muss und näher kommt. Dabei handelt es sich um Big Alice, einen ehemaligen Versorgungszug für den Snowpiercer mit noch 40 Waggons, angetrieben vom Prototypen der Snowpiercer-Lokomotive. Melanie vermutet, dass dieser Zug vom bei Abfahrt des Snowpiercers vor sieben Jahren zurückgelassenen Mr. Wilford befehligt wird, und präferiert die Flucht. Es kommt zum Konflikt mit ihrem Partner und zweiten Ingenieur Bennett, der die Chance auf dringend benötigte Ersatzteile sieht und ein Aufeinandertreffen der Züge nicht unterbindet. Gewaltsam koppelt sich Big Alice an. Melanie verlässt in einem Schutzanzug das Zuginnere, um die Verbindung zu trennen, fällt aber vom Zug. Sie rettet, dass Big Alice zur Durchsetzung einer Erpressung von Waren das Gespann zum Stehen bringt und damit die Vernichtung der letzten Menschen in Kauf nimmt. Die Forderung an den Snowpiercer überbringt hierbei Alexandra Cavill, Melanies totgeglaubte Tochter. |           |                                 |                             |                      |                                                |                     |                                                          |                 |

## Staffel 2
| Nr. (ges.) | Nr. (St.) | Deutscher Titel               | Originaltitel               | Erstausstrahlung USA | Deutschsprachige Erstveröffentlichung (D/A/CH) | Regie             | Drehbuch                          | Zuschauer (USA) |
| --- | --------- | ----------------------------- | --------------------------- | -------------------- | ---------------------------------------------- | ----------------- | --------------------------------- | --------------- |
| 11 | 1         | Die Zeit zweier Maschinen     | The Time of Two Engines     | 25. Jan. 2021        | 26. Jan. 2021                                  | Christoph Schrewe | Graeme Manson                     | 1,091 Mio.      |
| Außerhalb der beiden stehenden Züge kämpft Melanie ums Überleben. Ihr gelingt es, eine Sprengladung am Verbindungsmechanismus der Züge anzubringen. Unter Halluzinationen nimmt sie Schneefall wahr, obwohl es für Niederschlag eigentlich viel zu kalt sein sollte. Während die Temperatur im Zug drastisch fällt, und damit erpresst von Wilford, übergibt der Snowpiercer Vorräte. Er kann aus eigener Kraft und gebremst von Big Alice nicht genug Energie für die Lebenserhaltung und das Wiederanfahren aufbringen. Als die Züge wieder starten, kann Melanie noch eine Probe des Schnees nehmen und sich mit letzter Kraft in die Lokomotive von Big Alice retten, welche das Ende des Gespanns bildet. Dort wird sie gefangen genommen und trifft erstmals nach Jahren wieder auf ihre feindlich gesinnte Tochter Alex. Im Snowpiercer bemühen sich Layton und seine Leute, die Ordnung aufrechtzuerhalten, und verkünden angesichts der Ausnahmesituation widerwillig eine Art Kriegsrecht. Als man im Snowpiercer erkennt, dass es in Big Alice an Nahrung mangelt und man sich so Zugang verschaffen könnte, beschließt Layton eine Invasion. Diese scheitert nach anfänglichen Erfolgen, als ein kälteimmuner Berserker namens Icy Bob das Blatt wendet. Immerhin gelingt es den Invasoren noch, den obersten Zugbegleiter von Big Alice namens Kevin gefangen zu nehmen. Am aktuellen Zugende kommt es zur Auseinandersetzung zwischen Wilford und Alex mit Melanie, nachdem sich letztere beharrlich weigert, den Snowpiercer auszuliefern. Wilford beschließt darauf hin, die Züge wieder zu trennen und damit den zum Anfahren nicht mehr fähigen Snowpiercer mit allen Menschen darin dem unvermeidbaren Kältetod preiszugeben. Sein Plan sieht vor, nach dem Tod der Menschen an Bord den Zug wieder in Betrieb zu nehmen. Alex als Lokführerin kommt nach kurzem Zögern seiner Aufforderung nach. Als aber der automatisierte Entkopplungsprozess beginnt, wird damit die von Melanie angebrachte Sprengladung ausgelöst und zerstört die Mechanik, was die beiden Züge dauerhaft verbindet. Wilford ist somit gezwungen, beide Züge wieder in Bewegung zu setzen, um selber zu überleben. |           |                               |                             |                      |                                                |                   |                                   |                 |
| 12 | 2         | Schwelen unter der Oberfläche | Smolder to Life             | 1. Feb. 2021         | 2. Feb. 2021                                   | Christoph Schrewe | Aubrey Nealon                     | 0,974 Mio.      |
| Layton und Roche erfahren vom gefangenen Kevin, der ausgehungert durch Essen redselig wird, dass in Big Alice nur circa hundert Menschen leben. Später kommt es zu einem Geiselaustausch von Melanie und Kevin. Letzterer bezahlt diesen allerdings mutmaßlich mit dem Leben, denn zurück in Big Alice zwingt Wilford Kevin zum Suizid als Strafe für seine Illoyalität und den Geheimnisverrat. Die Tailiefrau und Elektrohändlerin Lights wird von Unbekannten überfallen und ihr werden zwei Finger amputiert, so dass die verbleibenden das Drei-Finger-Grußzeichen von Mr. Wilford zeigen. Layton befördert daraufhin die Bremserin Till zum Kommissar und gibt ihr den Auftrag, nach den Tätern zu fahnden. Melanie offenbart ihre These, dass sich das Kältemittel CW-7 in der Atmosphäre zersetzt, die Erde wieder wärmer wird und so der Niederschlag möglich wurde. Aus dem Zug wird daraufhin ein Wetterballon gestartet, dessen Daten die Theorie stützten. Es kommt darauf aufbauend zu einer wissenschaftlichen Treffen mit Mr. Wilford, bei dem Alex ein Attentat auf Layton ausführen soll. Dieses führt sie aber im letzten Moment nicht aus. Melanie unterbreitet den Vorschlag, im Lichte der neuen Erkenntnisse nach einem Ort zu suchen, dessen Wärme eine dauerhafte Ansiedlung außerhalb des Zuges ermöglicht. Dazu ist es notwendig, die von Wilford Industrys gebaute Wetterstation Bresslau in den Rocky Mountains aufzusuchen, weitere Daten zu gewinnen und neue Klimamodelle zu berechnen. Melanie offeriert sich selber als Ausführende dieser einmonatigen Mission. Während diese Pläne Gestalt annehmen, entdeckt Zarah – Laytons aktuelle Freundin – in der dritten Klasse, dass ihre Vorgängerin an Laytons Seite, Josie, noch lebt, wenngleich in einem komatösen, halb erfrorenen Zustand. In Schock beschließt sie, Josie zu töten, entscheidet sich dann aber doch um und informiert Layton. |           |                               |                             |                      |                                                |                   |                                   |                 |
| 13 | 3         | Eine große Odyssee            | A Great Odyssey             | 8. Feb. 2021         | 9. Feb. 2021                                   | David Frazee      | Zak Schwartz                      | 0,873 Mio.      |
| Um an Ersatzteile zu kommen, wird zwischen den beiden Zügen ein Handel gegen Lebensmittel etabliert. Für die Zeit von Melanies Abwesenheit verständigt sich Layton mit dem zweiten Ingenieur Bennett, um die Ordnung aufrechtzuerhalten. Till und Roche untersuchen weiter den Überfall auf Lights und verdächtigen die Brecher, eine rustikale Gruppe an Arbeitern ähnlich Feuerwehrleuten, deren Aufgabe gefährliche Außenarbeiten am Zug in Schutzanzügen sind und die noch eine hohe Loyalität zu Mr. Wilford besitzen. Miss Audrey, Betreiberin des Nachtwagens, driftet unter den wechselhaften Umständen im Zug und dem immanenten Stress in den Alkoholismus ab. Wie sie haben viele im Zug Probleme und sind zwiegespalten. Zum einen kam mit Mr. Wilford die Hoffnung auf die alte Ordnung und Stabilität zum Zug zurück. Zum anderen verheißen Melanies Plan, die erfolgreiche Revolution und auch zuletzt Laytons und Zarahs erwarteter Nachwuchs eine Chance auf Hoffnung für die Menschen. So ist auch Josie verbittert über ihren Zustand und die vielen Opfer unter den Tailies, bekennt sich aber zu Laytons Sache. Pike betreibt unterdessen einen illegalen Drogenhandel mit Big Alice, wo Drogen in größeren Mengen vorhanden sind, und verkauft diese auf dem Schwarzmarkt des Snowpiercers. Damit gerät er aber an seine Grenzen und benötigt letztlich die Absolution von Layton, um sich aus der Misere zu bringen. Für die Umsetzung von Melanies Plan und um den Zugang zur Bresslau Wetterstation zu ermöglichen muss der Zug eine gefährliche Test- und Nebenstrecke durch die Rocky Mountains bewältigen und während sich Melanie auf ihre Abreise vorbereitet, kommt es zu einer tränenreichen Versöhnung mit ihrer Tochter. |           |                               |                             |                      |                                                |                   |                                   |                 |
| 14 | 4         | Ein einziges Geschäft         | A Single Trade              | 15. Feb. 2021        | 16. Feb. 2021                                  | David Frazee      | Kiersten Van Horne                | 0,915 Mio.      |
| Während Melanies Abwesenheit bietet Mr. Wilford unerwartet die Behandlung von Snowpiercers Erfrierungspatienten an, da er mit dem Ehepaar Headwood zwei Wissenschaftler an Bord hat, die an einer experimentellen Therapie arbeiten. Im Gegenzug lädt Layton Mr. Wilford und Teile seiner Crew zum Dinner ein. In der ehemaligen dritten Klasse konfrontiert Till Bojan Boscovic als Anführer der Brecher mit ihrem Verdacht. Dieser leugnet den Angriff auf Lights vehement. Innerhalb der Zuggesellschaft öffnen sich weitere Risse. So hadert Layton weiterhin damit, der Zugbegleiterin Ruth mit ihrer in der Vergangenheit wechselhaften Loyalität zu vertrauen. Zarah tritt der Hospitalität als Zugbegleiterin bei, um diesen Konflikt zu entschärfen, und Miss Audrey, die vor Jahren bereits einmal die Geliebte von Wilford war, pflegt erneut eine intime Beziehung zu diesem. Derweil wird vorn in der Lokomotive ein Wetterballon gestartet und Melanie nimmt aus der Wetterstation Breslau Kontakt mit dem Zug auf. |           |                               |                             |                      |                                                |                   |                                   |                 |
| 15 | 5         | Die Hoffnung am Leben halten  | Keep Hope Alive             | 22. Feb. 2021        | 23. Feb. 2021                                  | Leslie Hope       | Tiffany Ezuma                     | 0,875 Mio.      |
| Zur weiterführenden Behandlung ihrer Erfrierungen befindet sich Josie in Big Alice. Sie bekommt dort mit, wie der Berserker Icy Bob für eine Mission vorbereitet wird. Mittels einer geheimen Nachricht, die über den Schwarzmarkt läuft, informiert sie Layton. Icy Bob bemerkt dies, schweigt aber und offenbart später nur eine beschränkte Loyalität zu den Headwoods. Miss Audrey wird von Mr. Wilford in sein Zugende eingeladen. Sie erhält von Layton die Erlaubnis, unter anderem um die Kommunikation zu verwanzen. Außerhalb des Zuges meldet sich Melanie nicht mehr und es grassiert die Angst in der Zugführung, dass sie mit ihrer Mission gescheitert ist. Vorläufig beschließt man jedoch den Sachverhalt zu Gunsten der Hoffnung vor der Öffentlichkeit geheim zu halten. Innerhalb der Zuggesellschaft bleibt die Stimmung angespannt. So spricht der Zugpfarrer Logan im Sparring mit Till offen über ein Ende von Laytons Herrschaft. Pike eckt erneut mit seinem Big Alice-Marihuanahandel bei den etablierten Schwarzmarktgrößen an und erbittet die Unterstützung von Layton, welcher diese zusichert, mutmaßlich, da die Drogen die Risse der Gesellschaft dämpfen und die inoffizielle Kommunikationslinie von Vorteil ist. Über diese erreicht Layton dann auch die Warnung von Josie, dass etwas mit den Brechern geschehen wird. Zügig informiert er Roche und die Bremser. Als diese jedoch den Aufenthaltsraum der Brecher erreichen, finden sie dessen Besatzung mit Ausnahme des Brechervorarbeiters Bojan Boscovic bereits ermordet vor. Gleichzeitig kehrt am Übergang der Züge Miss Audrey nicht von ihrem Ausflug zu Wilford zurück und die begleitende Ruth erhält ebenfalls die Einladung, dauerhaft auf Wilfords Seite zu wechseln, lehnt aber dankend ab. |           |                               |                             |                      |                                                |                   |                                   |                 |
| 16 | 6         | Weit entfernt                 | Many Miles From Snowpiercer | 1. März 2021         | 2. März 2021                                   | Leslie Hope       | Donald Joh                        | 0,905 Mio.      |
| Melanie erreicht die Wetterstation, muss dabei jedoch Teile ihrer Vorräte auf den letzten Metern zurücklassen. In der Station findet sie die gefrorene, dreiköpfige Besatzung vor. Nachdem sie die Station wieder in Betrieb genommen hat, erschüttert ein kleineres Erdbeben die Umgebung. Eine Verwerfung vernichtet dabei ihren zurückgebliebenen Schlitten. Nachdem sie damit begonnen hat, die Wetterdaten der kontinuierlich vom Snowpiercer gestarteten Wetterballons zu verarbeiten und Modelle zu erstellen, plagen sie Hunger und Halluzinationen. Letztere bringen sie auch in die Vergangenheit vor Abfahrt des Zuges zurück und schildern die Konflikte zwischen ihr und Wilford über die Ausstattung des zur Arche werdenden Zuges. Wilford präferiert seine Genusssucht, während Melanie pragmatische Ansätze zur Rettung möglichst vieler Menschen verfolgt. Auch lässt er das Feuer auf Menschen eröffnen, die ohne Ticket in den Zug steigen wollen, um sich vor dem Erfrierungstod zu retten. Hadernd fasst Melanie den Entschluss, den Zug zu stehlen und Wilford zurückzulassen. Gedanklich wieder in der Station entdeckt sie Ratten, welche in einem geothermischen Riss an der Einrichtung ein kleines Habitat gefunden haben. Als nächstes Unglück stürzt die Zentralantenne der Anlage um und gefährdet die Daten und muss mühsam neu errichtet werden. Als Melanie nach einem Monat zu den Gleisen und zum Rendezvous mit dem Zug zurückkehrt, passiert der Snowpiercer sie, ohne zu halten. Trotz voller Fahrt funkende Bremsen, Alarmsignale und eine schreiende Alex verheißen eine Ausnahmesituation und Melanie bleibt allein am Gleisbett zurück. |           |                               |                             |                      |                                                |                   |                                   |                 |
| 17 | 7         | Unsere Antwort auf alles      | Our Answer for Everything   | 8. März 2021         | 9. März 2021                                   | Rebecca Rodriguez | Tina de la Torre                  | 0,827 Mio.      |
| Nach der Ermordung der Brecher steigern sich die Spannungen innerhalb der Zuggesellschaft weiter. Die Tailies werden verdächtigt. Es kommt zu gewalttätigen Ausschreitungen, die von den Bremsern unterbunden werden müssen. Währenddessen ermittelt Till weiter nach den Mördern. Ein historischer Knopf mit Wilfords Emblem führt sie zu Katya, einer alten Antiquitätenhändlerin, welche vor Jahren Nachbarin von Wilford war. Diese offenbart, dass der Knopf zu einer Jacke gehört, welche sie kürzlich an eine hochgewachsene Dame aus der ersten Klasse verkauft hat. Diese wird später als Eugenia identifiziert und verhört. Indirekt stellt sich heraus, dass der Zugpfarrer Logan hinter den Morden steckt. Da aber die Aufstände wieder aufflammen und auch Pike als Tailie von den Marodeuren festgesetzt und angegriffen wird, gerät der Sachverhalt vorerst in den Hintergrund und wird erneut an Till delegiert. Am Zugende befindet sich Miss Audrey mittlerweile vollständig in Wilfords Bann und nimmt gleichzeitig immer mehr Raum in dessen Leben ein. Sukzessive wird dabei auch Alex, deren Loyalität zu Wilford ohnehin schwindet, als ehemals Vertraute von ihm verdrängt. Auch in der Lokomotive des Snowpiercers mutmaßt man über Miss Audreys Verrat. Wie sich weiter herausstellt, ist Kevin noch am Leben und soll von Audrey zu einem ergebenen, gehirngewaschenen Untertan konditioniert werden. Nachdem dies mit unkonventionellen Methoden gelungen ist, akzeptiert Wilford sie unumwunden an seiner Seite. Weiter vorn konfrontiert Till Pfarrer Logan mit den Tatvorwürfen, welcher gesteht. Offen spricht er über Wilford als Heilsbringer der Ordnung. Es kommt zu einem Handgemenge zwischen den beiden, welches – nachdem ein unbekannter Dritter gegen Till eingreift – für Logan indirekt in einem Selbstmord endet. Layton gelingt es unterdessen, die Aufständischen mit diplomatischen Mitteln zu besänftigen. Wieder in Big Alice ruft Wilford Alex in den Führerstand, um ihr mit Blick auf den Zug das Ergebnis seiner Konspiration und der Aufstände zu zeigen: Eine rote Laterne symbolisiert das Bekenntnis eines Wagons zu Wilfords Rückkehr; und die Menge an Lichtern im Zug zeigt ein eindeutiges Bild, woraufhin Wilford seine Sicherheitschefin Sykes instruiert den Berserker Icy Bob vorzubereiten. |           |                               |                             |                      |                                                |                   |                                   |                 |
| 18 | 8         | Der ewige Ingenieur           | The Eternal Engineer        | 15. März 2021        | 16. März 2021                                  | Rebecca Rodriguez | Renée St. Cyr                     | 0,891 Mio.      |
| Zu Beginn werden die ermordeten Brecher auf einer lang gezogenen Brücke zeremoniell aus dem Zug befördert. Einige Anwesende zeigen dabei das stilisierte „W“ mit ihren Fingern. Es folgt ein technischer Defekt, der einen ausgedehnten Wasserschaden nach sich zieht und auf Icy Bobs Außenmission zurückgeht. Im hinteren Teil des Zuges macht die Behandlung an Laytons Freundin Josie Fortschritte und sie wird zunehmend in die Gesellschaft von Big Alice integriert. In der Zugmitte kommen sich der junge Hausmeister Oz und die degradierte LJ näher und es kommt zu einer Annäherung zwischen dem letzten Brecher Bojan Boscovic und Layton. In der Lokomotive tritt derweil ein weiterer Defekt auf. Eine Leiterplatte des Bordcomputers setzt aus. Nur Mr. Wilford ist in Besitz des Ersatzteils und besteht auf einer eigenhändige Reparatur. Layton ist gezwungen, Wilford den Weg durch den Zug zu ermöglichen. Dies kommt in Verbindung mit der dramatischen Reparatur die via Lautsprecher mit den Zugbewohnern geteilt wird, einem Siegeszug gleich und zeigt Layton, dass diesem der Rückhalt in der breiten Masse fehlt. Wehrlos gibt er die Macht ab und landet in Handschellen auf Big Alice. In Snowpiercers Führerstand nimmt nun wieder Mr. Wilford platz. |           |                               |                             |                      |                                                |                   |                                   |                 |
| 19 | 9         | Die Show muss weitergehen     | The Show Must Go On         | 29. März 2021        | 30. März 2021                                  | Clare Kilner      | Zak Schwartz & Kiersten Van Horne | 0,866 Mio.      |
| Wilford herrscht wieder und setzt seine Vorstellung von Ordnung durch. Sicherheitskräfte sind im Zug omnipräsent und ein Zensus wird durchgeführt. Weiter lässt der exzentrische Wilford eine Kirmes mit propagandistischem Puppentheater und einem Varieté im Stil der Goldene Zwanziger organisieren. Nun wird einigen Passagieren und selbst der bezüglich Wilford schwankenden Ruth bewusst, wie autoritär und unkonstruktiv dieser in seinem Handeln ist; und es wird auch bekannt, dass der Zug Big Alice einstmals mit 200 Passagieren gestartet war, deren Anzahl Wilford zum Erhalt seines Luxuslebens drastisch reduzierte. Ingenieur Javi muss fortan Big Alice steuern. Layton absolviert Haft und Strafarbeit in der Exkrementeverarbeitung. Hier findet er eine mysteriöse Scherbe und die überraschend schnell geheilte Josie besucht ihn. Weiter vorn folgt ein formales Dinner, bei dem Wilford unterschiedlichste Protagonisten einlädt um deren Verflechtungen und Loyalitäten zu eruieren. Ruth soll dabei als Chefin der Hospitalität bestätigt werden. Diesen Posten lehnt sie ab und gibt Wilford Kontra, woraufhin sie sich bei Layton im Klärschlammwagon wiederfindet. Hier erreicht die beiden die Nachricht, dass Melanie noch lebt. |           |                               |                             |                      |                                                |                   |                                   |                 |
| 20 | 10        | Ins Weiße                     | Into the White              | 29. März 2021        | 30. März 2021                                  | Clare Kilner      | Graeme Manson & Aubrey Nealon     | 0,816 Mio.      |
| Von Wilford in Folge eines Eklats am Vorabend in eine Zelle geworfen, dämmern nun auch in Alex Zweifel über Wilfords Herrschaftsform. Im Klärschlammwagon gelingt Layton und Ruth die Flucht, bei der ihnen auch Alex die Gefolgschaft zusagt. Diese verbleibt jedoch in Haft mit der Absicht, Wilford und seinen Handlanger Kevin zu manipulieren. Das Trio beschließt die Übernahme der Lokomotiven und einen Gleiswechsel auf die Rocky Mountains Teststrecke, um Melanie wieder aufzunehmen. Der Lokführer der vorderen Lok, Bennett, Javi in der hinteren Lok, sowie die Händlerin Lights und der Brecher Boscovic werden in den Plan involviert. Während Alex Wilford ablenkt, gelingt der Coup und der Zug wechselt das Gleis. Die größere Laufunruhe des Nebengleises macht Wilford jedoch misstrauisch und er befiehlt die Lokomotiven zu stürmen. Bei Big Alice gelingt dies und Javi wird von Wilfords Leuten verprügelt und anschließend von dessen Hund als Strafe für seinen Verrat zerfleischt. Big Alice beschleunigt nun, während die vordere Lok zur Aufnahme von Melanie abbremst. Funken sprühend passiert das Gespann die im Schnee vergeblich wartende Melanie. Nach diesem vis-à-vis mit ihrer Mutter versucht Alex im Affekt Wilford mit einer Rasierklinge zu töten, so dass dieser erste Hilfe von den Headwoods benötigt. Anschließend flieht sie nach vorn. In der vorderen Lok beschließen Ruth, Layton und Boscovic das Abtrennen der ersten zehn Wagen mit der originären Snowpiercerlokomotive, um Melanie zu retten. Der Plan droht zu scheitern, bis Josie, die nach der experimentellen Behandlung ihrer Erfrierungen durch das Wissenschaftlerehepaar Headwood zum kälteresistenten Berserker geworden ist und eigentlich die vordere Lok für Wilford zurückerobern soll, unerwartet die Seiten wechselt und die Wagen am Aquariumswagon trennt. Später erreicht der so neu geschaffene Piratenzug erneut die Wetterstation Bresslau. Dort finden die Protagonisten aber lediglich die mit den letzten Energiereserven gewärmten Datenträger der Klimamodelle und einen Brief von Melanie vor, die darin im Angesicht des Energiemangels ihr Opfer zum Wohle einer besseren Zukunft erklärt. Final geht aus den Daten hervor, dass es tatsächlich mehrere Orte auf dem Planeten gibt, an denen es potentiell wärmer wird.  |           |                               |                             |                      |                                                |                   |                                   |                 |

## Staffel 3
| Nr. (ges.) | Nr. (St.) | Deutscher Titel                  | Originaltitel             | Erstausstrahlung USA | Deutschsprachige Erstveröffentlichung (D/A/CH) | Regie             | Drehbuch                         | Zuschauer (USA) |
| --- | --------- | -------------------------------- | ------------------------- | -------------------- | ---------------------------------------------- | ----------------- | -------------------------------- | --------------- |
| 21 | 1         | Die Schildkröte und der Hase     | The Tortoise and the Hare | 24. Jan. 2022        | 25. Jan. 2022                                  | Christoph Schrewe | Graeme Manson & Aubrey Nealon    | 0,963 Mio.      |
| In den sechs Monaten seit der Abfahrt des Piratenzugs ist Big Alice unter Wilfords Herrschaft zu einem „rollenden Gulag“ geworden, in dem alle Passagiere aufgrund der begrenzten Energie der verbleibenden Lokomotive gezwungen sind, unter harten und eiskalten Bedingungen zu existieren. Mit der Hilfe von Pike führt Ruth den Widerstand in Laytons Abwesenheit fort. Sie ist dabei aber gezwungen, in den zum Energiesparen stillgelegten Speisewagen der ersten Klasse zu fliehen, nachdem Wilford von ihrem ursprünglichen Versteck erfahren hat. In dieser Situation erhält Wilford seine Macht verbunden mit seinen zum Teil unsinnigen Zielen durch Angst. So würde das Abkoppeln der nicht versorgbaren ersten Klasse die Gesamtsituation des Zuges deutlich verbessern. Stattdessen priorisiert er seine Prunksucht und wiegelt die Passagiere gegeneinander auf, indem er sie zum Beispiel zwingt, zwei von einem Wassermeister bevorzugte Passagiere zu bestrafen. Es stellt sich heraus, dass Zugingenieur Javi noch am Leben ist und schwer gezeichnet und traumatisiert als Lokführer von Big Alice arbeiten muss, während die Headwoods mit Zarahs ungeborenem Kind experimentieren. Auf dem Piratenzug hatte Laytons Gruppe trotz Melanies Daten bisher keinen Erfolg damit, einen bewohnbaren Ort zu finden. Bei der Suche danach in Nordkorea fällt Bennett durch das Dach eines überschneiten Kernkraftwerks. Layton und Josie versuchen ihn zu bergen. Aufgrund von Überhitzungsproblemen mit der Lokomotive müssen Till und Alex jedoch weiterfahren und beschließen später zurückkehren. Unterdessen brechen Miss Audrey und der versehentlich blinde Passagier Martin Colvin aus und versuchen, Alex als Lokführerin zu zwingen den Piratenzug wieder mit Big Alice zu vereinen. Sykes, die während ihrer Kriegsgefangenschaft gegenüber Laytons Gruppe kooperativ geworden ist, zeigt schwankende Loyalität zu Wilford. Sie weigert sich Audrey und Martin bei der Übernahme des Piratenzuges zu helfen. Bei der sich anschließenden Auseinandersetzung in der Lok gelingt es Till, die beiden zu überwältigen, und anschließend kann sie die schwankende Alex überzeugen, die Hoffnung nicht aufzugeben. Im Kernkraftwerk entdeckt Layton eine Überlebende und hat – nachdem er aufgrund von Strommangel ohnmächtig geworden ist – eine Vision von einem lebenden Baum in Afrika. Nachdem er seinen Anzug im Kraftwerk aufladen konnte, kehrt er mit der Überlebenden zum Zug zurück. |           |                                  |                           |                      |                                                |                   |                                  |                 |
| 22 | 2         | Er starb als Letzter             | The Last to Go            | 31. Jan. 2022        | 1. Feb. 2022                                   | Christoph Schrewe | Marisha Mukerjee                 | 0,656 Mio.      |
| Ruth und die Rebellen entdeckt ein mysteriöses Gerät am Zugende des Snowpiercers. Dabei handelt es sich um eine EMP-Waffe die gegen den irgendwann zurückkehrenden Priatenzug eingesetzt werden soll. In jenem wird die Überlebende mit dem Namen Asha in die Crew aufgenommen und die die Klimadaten der Kraftwerksexpedition ausgewertet. Ohne positive Ergebnisse. Somit verbleibt aus Melanies Modellen nur noch das Horn von Afrika als letzter potentieller Ort für eine baldige Erwärmung. Um dorthin zu gelangen, reichen jedoch die Nahrungsreserven nicht aus und der Piratenzug macht sich auf die Suche nach dem Snowpiercer. In diesem beschließen LJ Folger und der Hausmeister John Osweiller zu heiraten, woraufhin Wilford dieses Vorhaben seiner beiden treuen Gefolgsleute zu einem großen Fest auf bauscht. Nicht zuletzt um die Stimmung im Zug zu heben. Während Ruth sich Wilfords Leuten stellt um abzulenken, zerstören die Rebellen am Zugende die Waffe, welche dabei ein letztes Mal auslöst und so dem Piratenzug die Lokalisierung des Snowpiercers möglich macht. |           |                                  |                           |                      |                                                |                   |                                  |                 |
| 23 | 3         | Der erste Schlag                 | The First Blow            | 7. Feb. 2022         | 8. Feb. 2022                                   | Erica Watson      | Tina de la Torre                 | 0,608 Mio.      |
| Auf einem riesigen Rangierbahnhof treffen der Piratenzug und Snowpiercer aufeinander. Es kommt zum Gefecht und der Piratenzug verliert vier seiner Wagen, muss verlangsamen und der Snowpiercer kann vorläufig in der Dunkelheit entkommen. Pike als Rebell im Snowpiercer kann jedoch ein Feuerwerk starten und so die Position des Zugs im dunklen Gleisfeld verraten. Die Flucht endet damit, dass sich beide Züge frontal gegenüberstehen und es kommt zu Verhandlungen, welche scheitern da Wilford mit dem Tod der in seinem Zug befindlichen Menschen droht. Währenddessen wechseln Layton und Josephine unbemerkt die Züge, entern Big Alice, überwältigen Wilford und übernehmen das Kommando. Wilford wird inhaftiert und die Züge kuppeln. Spontan und opportunistisch wechselt LJ Folger die Seiten – indem sie Willfords Lakaien Kevin die Kehle aufschneidet. Nach dem Machtwechsel wird eine Abstimmung über das nächste Ziel des Zuges anberaumt, da die Fahrt zum Horn von Afrika verspricht, entbehrungsreich zu werden. Die Mehrheit stimmt, nach einer emotionalen Lüge der Überlebenden Asha, für die Expedition ans Horn, welches fortan Neu Eden genannt wird. |           |                                  |                           |                      |                                                |                   |                                  |                 |
| 24 | 4         | Verbunden durch ein Gleis        | Bound by One Track        | 14. Feb. 2022        | 15. Feb. 2022                                  | Leslie Hope       | Renee St. Cyr                    | 0,617 Mio.      |
| Der vereinigte Snowpiercer trifft auf eine Blockade von drei Wagons, welche einstmals zu Big Alice gehörten. Während Alex und der Ingenieur Bennett die Wagons wieder gangbar machen, hat Javi als verbleibender Lokführer mit seinem erlebten Traumata zu tun. Aber auch Alex und Wilford werden mit Halluzinationen von Melanie konfrontiert. In den drei Wagons befinden sich die Leichen von der Hälfte der ursprünglichen Besatzung von Big Alice, die Wilford sterben ließ, um Ressourcen zu sparen. Asha hat einen Nervenzusammenbruch als sie mit Taten ihrer Vergangenheit konfrontiert wird. Im weiteren Verlauf lassen sich bei den Wagons die Bremsen nicht lösen und Wilford soll über technische Details befragt werden, wird aber vorher von Bremser Roche aus Rache für den Tod seiner Frau vergiftet. Alex löst das Problem der Bremsen allein und im Snowpiercer beginnen Ruth und Pike eine klandestine Affäre. Außerdem erfährt Layton, dass an seinem ungeborenen Kind experimentiert wurden. |           |                                  |                           |                      |                                                |                   |                                  |                 |
| 25 | 5         | Ein neues Leben                  | A New Life                | 21. Feb. 2022        | 22. Feb. 2022                                  | Erica Watson      | Adam Starks                      | 0,661 Mio.      |
| Bei Zarah setzen Wehen ein und Laytons Kind mit dem Namen Liana kommt nach einigen Komplikationen zur Welt. Währenddessen ereignen sich einige Anschläge, die auf Layton abzielen. Er übersteht diese, zieht sich aber eine ernste Gehirnerschütterung zu. Bei Javi nehmen die psychotischen Anfälle aufgrund seines Traumas zu, was sich als herausfordernd darstellt, da er zusammen mit Sykes von Benett den Auftrag hat, Systeme für Neu Eden vorzubereiten. Den beiden gelingt jedoch die Aufgabe und über die gemeinsamen Erfahrungen im Umgang mit Wilford kommen sie sich näher. In der Lok wird Josie von Benett zum Ingenieur ausgebildet, und auch dabei sprühen die Funken. Am anderen Ende des Zuges kämpft Wilford unter komatösen Albträumen seiner vergangenen Taten gegen die Vergiftung und wird von Alex besucht, welche ihm vorließt und Zeichentrickfilme schaut, um seinen Geist stabil zu halten. |           |                                  |                           |                      |                                                |                   |                                  |                 |
| 26 | 6         | Geboren, um zu bluten            | Born to Bleed             | 28. Feb. 2022        | 1. März 2022                                   | Leslie Hope       | Tiffany Ezuma                    | 0,575 Mio.      |
| Unterstützt von LJ Folger gelangt Miss Audrey – Wilfords langjährige Geliebte – zu diesem und finden einen gebrochen Mann vor, der nun an die Perspektive von New Eden glaubt. Alex kommt der Tochter von Bremser Roche namens Carly näher. Später gelingt es dieser, ihren nach dem Mordversuch auf Wilford untergetauchten Vater wieder in die Zuggesellschaft zurückzubringen. Bremserin Till ermittelt wegen der Anschläge auf Layton und identifiziert Pike als Täter. Dieser taucht unter und erfährt zudem von Asha die Wahrheit über den tatsächlichen Kenntnisstand in Bezug auf die Perspektive Neu Eden. Layton greift auf eine alte Tailietradition zur Konfliktlösung zurück um Pike zu stellen. Doch dieses verläuft nicht wie erhofft und endet mit einem rituellen Messerkampf, bei dem Pike getötet wird. Bei der sich anschließend, traditionellen Totenwache kollabiert Layton aufgrund seiner Gehirnerschütterung. |           |                                  |                           |                      |                                                |                   |                                  |                 |
| 27 | 7         | Ouroboros                        | Ouroboros                 | 7. März 2022         | 8. März 2022                                   | Christoph Schrewe | Renee St. Cyr & Tina de la Torre | 0,551 Mio.      |
| Die Gehirnerschütterung hat Layton in die Bewusstlosigkeit versetzt und sein Unterbewusstsein gestaltet den Snowpiercer als alternative Realität mit stark veränderten Rollen der Protagonisten. So führt Wilford nun den Widerstand an und seine inzwischen erwachsene Tochter Liana herrscht im Tail. Um wieder zurück in die Wirklichkeit zu kommen, muss er den Zug von der Lok zum Tail durchqueren. Nachdem dies geschafft ist, folgt eine Sequenz aus dem Kraftwerk und Layton erkennt, dass ein Drachenblutbaum – den er bisher als Offenbarung für Neu Eden gehalten hatte, da er solch einen nie zuvor gesehen hatte – als Kalenderbild an einer Wand prangert. Als er dann erwacht, ist jede Zuversicht zu nieder. Während Layton träumt, versöhnen sich die bisherigen Konkurrentinnen Zarah und Josie. Alex unterstützt den wieder zu Kräften kommenden Wilford bei der Lokalisierung der Zugstrecke ans Horn und dieser verrät daraufhin, dass er vielleicht ein Signal von Melanie empfangen hat, welches aus Frankreich kam. |           |                                  |                           |                      |                                                |                   |                                  |                 |
| 28 | 8         | Die Dinge ordnen sich von selbst | Setting Itself Right      | 14. März 2022        | 15. März 2022                                  | Leslie Hope       | Marisha Mukerjee                 | 0,545 Mio.      |
| 29 | 9         | Ein Vorbild für uns alle         | A Beacon for Us All       | 21. März 2022        | 22. März 2022                                  | Christoph Schrewe | Aubrey Nealon & Michael Kraus    | 0,658 Mio.      |
| 30 | 10        | Die Ursünder                     | The Original Sinners      | 28. März 2022        | 28. März 2022                                  | Christoph Schrewe | Graeme Manson & Aubrey Nealon    | 0,631 Mio.      |

## Staffel 4
| Nr. (ges.) | Nr. (St.) | Deutscher Titel | Originaltitel         | Erstausstrahlung USA | Deutschsprachige Erstveröffentlichung (D/A/CH) | Regie             | Drehbuch                            | Zuschauer (USA) |
| ---------- | --------- | --------------- | --------------------- | -------------------- | ---------------------------------------------- | ----------------- | ----------------------------------- | --------------- |
| 31         | 1         | –               | Snakes in the Garden  | 21. Juli 2024        | –                                              | Christoph Schrewe | Paul Zbyszewski                     | 0,40 Mio.       |
| 32         | 2         | –               | The Sting of Survival | 28. Juli 2024        | –                                              | Christoph Schrewe | Renee St. Cyr                       | 0,26 Mio.       |
| 33         | 3         | –               | Life Source           | 4. Aug. 2024         | –                                              | Leslie Hope       | Tiffany Ezuma                       | 0,27 Mio.       |
| 34         | 4         | –               | North Star            | 11. Aug. 2024        | –                                              | Leslie Hope       | Iden Baghdadchi                     | 0,34 Mio.       |
| 35         | 5         | –               | The Engineer          | 18. Aug. 2024        | –                                              | Joe Menendez      | Tina de la Torre                    | 0,32 Mio.       |
| 36         | 6         | –               | Bell the Cat          | 25. Aug. 2024        | –                                              | Joe Menendez      | Renee St. Cyr & Mateja Božičević    | –               |
| 37         | 7         | –               | A Moth to a Flame     | 1. Sep. 2024         | –                                              | Leslie Hope       | Michael Bhim                        | 0,31 Mio.       |
| 38         | 8         | –               | By Weeping Cross      | 8. Sep. 2024         | –                                              | Leslie Hope       | Tina de la Torre & John F. Corcoran | 0,24 Mio.       |
| 39         | 9         | –               | Dominant Trails       | 15. Sep. 2024        | –                                              | Christoph Schrewe | Ian Sobel                           | –               |
| 40         | 10        | –               | Last Stop             | 22. Sep. 2024        | –                                              | Christoph Schrewe | Paul Zbyszewski & Liam Fearnley     | –               |